# Züriško jezero
Züriško jezero (züriška nemščina Zürisee [ˈt͡syɾiˌz̥eː]) je ledeniško jezero v Švici. Leži jugovzhodno od mesta Zürich v kantonih  Zürich,  St. Gallen in  Schwyz.
Glavni pritok Züriškega jezera je reka Linth, ki izvira v masivu Tödi v Glarnskih Alpah in teče skozi kanton Glarus in od regulacije Lintha (med 1807 do 1816) skozi Walensee in kot kanal Linth blizu Schmerikona v Züriško jezero. Glavni iztok iz Züriškega jezera v mestu Zürich je reka Limmat, ki teče skozi dolino Limmattal do reke Aare. Schanzengraben je od leta 1642 služil kot drugi odtok iz jezera v Zürichu ki se je izognil polnitvi ob uničevanju obzidja utrdb v Zürichu okoli leta 1834.

## Geografija
Ozko dolino, v kateri leži jezero, obdajajo na jugozahodu gorski verigi Etzel in Albis, na severovzhodu pa gričevnata pokrajina Zürich Oberland in Pfannenstiel. Na obeh pobočjih doline so poševne terase, ki so jih oblikovale stranske morene. Züriško jezero spada v skupino jezer na robu Alp, ki so nastala v medsebojnem vplivu dviganja Alp, rečne erozije in zadnjih ledenih dob.
Podolgovata, rahlo ukrivljena oblika Züriškega jezera je podobna banani. Jezero je od Rapperswila do Züricha dolgo približno 28 kilometrov, skupaj z Oberseejem pa približno 42 kilometrov. Na najširši točki med Stäfom in Richterswilom je jezero široko 3,85 kilometra. Njegova najgloblja točka med Herrlibergom in Oberriedenom meri 136 metrov globine vode. Dolžina obale je 87,6 kilometra.
Züriško jezero ima ozko točko v bližini Rapperswila in polotoka Hurden, ki je nastala zaradi morene v tako imenovani stopnji Hurden. Del jezera med Rapperswil in Schmerikon, ki ga od večjega dela jezera ločuje jez Rapperswil, se imenuje Obersee. V ravnici reke Linth med Tuggenom, Reichenburgom in Uznachom je vzhodni odsek jezera Tuggenersee obstajal še do srednjega veka, ki je zamuljil v 16. stoletju zaradi velike količine materiala, ki ga je nosila reka Linth.
Med Rapperswilom in Pfäffikonom sta dva otoka, naseljeni Ufenau in nenaseljeni, zaščiteni Lützelau. Otok Schönenwirt pred Richterswilom je tretji največji naravni otok v jezeru.
Züriško jezero je nastalo v sedanji obliki po zadnji ledeni dobi, ko se je staljena voda iz ledenikov ustavila na čelni moreni.

## Geologija
Z geološkega vidika leži zahodni del Züriškega jezera v molasi švicarske planote. Med terciarjem je bila kotlina napolnjena z naplavinami iz nastajajočih Alp, pri čemer se sedimenti lahko razdelijo v različne plasti. Depoziti nastali v morskih pogojih se imenujejo morska molasa, tisti v fluvialnih pogojih pa sladkovodna molasa.
Zgornja sladkovodna molasa, ki je bila odložena pred približno 16 do 5 milijoni let, je pomembna za območje Züricha. Sestavljena je iz izmenične plasti trdih peščenjakovih brežin in mehkih laporjev in je še posebej očitna na Uetlibergu in na gričih vzhodno od mesta. Globoko vrtanje bi v podzemlju Züricha našlo več kot 1000 m debelo plast depozitov molase, preden bi naleteli na usedline iz jurske dobe.
Zadnji pomemben slikovit pretisk regije je prinesel napredek ledenika Ren-Linth v različnih ledenih obdobjih. Ledenik je poglobil in razširil obstoječe doline ter ustvaril nove doline. Limmattal in Glattal sta napolnjeni z gramozom iz ledene dobe in drugimi sedimenti iz poledenitve. Sledi Würmske poledenitve so še vedno najbolj jasno vidne. Pred približno 20.000 leti je nastal morenski zid, ki zapira Züriško jezero na severu. Zaznamujejo ga greben med jezerom in Sihltalom, višina pri Lindenhofu v starem mestnem jedru in Burghölzli, medtem ko je dolina Sihl na robu ledenika absorbirala tok taline.

## Podnebje
Züriško jezero je v zmernem podnebnem pasu. Podnebje na eni strani oblikujejo zahodni vetrovi, ki pogosto prinašajo padavine, na drugi strani pa bise (vzhodni ali severovzhodni veter), ki je običajno povezan z visokim tlakom, prinaša pa hladnejše vremenske faze v vseh letnih časih, kot bi v povprečju pričakovali. Fen, ki je pomemben v alpskih dolinah in na robu Alp, običajno ne kaže posebnih podnebnih učinkov.
Letna povprečna temperatura na merilni postaji MeteoSwiss v Zürichu (na 556 m nadmorske višine na pobočju Zürichberga in s tem 150 m nad nivojem mestnega jedra) je 8,5 ° C, najhladnejšega januarja pa -0,5 ° C in julija najtoplejše povprečne mesečne temperature 17,6 ° C. Tu lahko v povprečju pričakujemo 88 dni zmrzali in 26 dni ledu. V povprečju je 30 poletnih dni, vročih pa so običajno trije. Te vrednosti so v primerjavi z drugimi postajami Central Plateau razmeroma nizke, kar lahko razložimo z nadmorsko višino postaje. V dolini Limmat lahko v povprečju čez leto pričakujemo bistveno več poletnih in vročih dni. Merilna postaja v Zürichu ima v povprečju 1482 sončnih ur na leto. 1136 mm padavin pade skozi celo leto, večje količine pa izmerimo v poletnem polletju in zlasti v treh poletnih mesecih kot pozimi zaradi konvektivnih padavin.
Podnebje, zlasti na Zlati obali Zollikona preko Küsnachta do Meilena, je tako blago, da na vrtovih rastejo palme visoka žumara (Trachycarpus fortunei’’) in fige.

## Regulacija jezera
Na začetku 20. stoletja so bila nihanja gladine Züriškega jezera do dva metra. To je pogosto vodilo do poplav v bližini obale. Danes je gladina Züriškega jezera umetno urejena. Ureditev ne poteka neposredno ob izlivu jezera, ampak približno dva kilometra po reki Limmat skozi tako imenovani Letten- ali Platzspitzwehr elektrarne Letten.
Regulacija jezera poleg stabiliziranja morske gladine služi tudi za pridobivanje električne energije in zaščito pred poplavami. Sistem odvodov na Platzspitzu usmerja del vode skozi kanal Letten do elektrarne. Raven jezera je mogoče umetno znižati pred nevarnostjo poplav. Ko pride do poplave, se lahko v jezeru zadrži več vode. To lahko prepreči ali zmanjša poplave, zlasti v nižje ležečih predelih mesta in v dolini Limmattal. Tudi ko poplavi Sihl, Lettenwehr izpolnjuje pomembno funkcijo: zadržuje vodo iz Züriškega jezera, da Sihlski vodi da več prostora. Na ta način se je mogoče izogniti škodi v mestu Zürich, na primer poplavi podzemnih tirov na glavni postaji v Zürichu.
Današnji prečni prerez je bil zgrajen med letoma 1949 in 1951 in je nadomestil obstoječi igelni jez na Platzspitzu. Obstoječi preliv naj bi po letu 2020 nadomestila sektorska obramba - premični prerez s prelivno zaporo.

## Zgodovina
Züriško jezero je bogato z ostanki prazgodovinskih kolišč. Januarja 1854 so bili v bližini Obermeilena prvič najdeni ostanki kolišč. Takrat je imelo jezero zelo nizek vodostaj, kar je omogočilo delo na sicer poplavljeni jezerski strugi. Podvodni arheologi so prazgodovinske naselbine in predmete našli tudi v drugih krajih: poleg številnih drugih koliščarskih vasi najdbe kulture Horgen pa tudi v spodnjem jezerskem bazenu blizu Züricha rimski tempelj blizu Grossen Hafner, (Zürich-Riesbach) nekdanji majhen otok. 
Prazgodovinska najdišča Zürich-Enge-Alpenquai, Grosser Hafner in Kleiner Hafner v Zürichu, Meilen-Rorenhaab, Erlenbach-Winkel, Freienbach-Hurden-Rosshorn, Freienbach-Hurden-Seefeld, Rapperswil-Jona-Technikum, Seegubel in Wädenswil Vorder Au so s strani Unescove svetovne dediščine vpisani kot Prazgodovinska kolišča okoli Alp.
Že okoli leta 1500 pr. n. št. je bil med Rapperswilom in Hurdenom lesen most. Leta 2000 so potapljači našli ostanke kolov in kopice klesancev ter številne posamezne predmete, kot so kovanci in orožje, ki so jih uporabniki mostu izgubili.
Po rimski osvojitvi okoli 15 pr. n. št. je bilo Züriško jezero na obmejnem območju med rimskimi provincami Retija in Gornja Germanija (Germania superior). Na njegovih bregovih sta rimski naselbini (vicus) Centum Prata (sodobni Kempraten) in Turicum (sodobni Zürich) služili kot vozlišči za blagovni promet na alpski poti.
5. oktobra 1563 je bil v mestni hiši v Zürichu izdan odlok o ulovu, nakupu in prodaji rib jezera. Ilustracije rib za to je ustvaril znani slikar Hans Asper. geschaffen.
Po vzoru starega lesenega mostu je bila leta 2001 v bližini Hurdena zgrajena nova lesena brv, tako da je Jakobsweg, preko Pfäffikon SZ, čez Etzelpass do Einsiedelna mogoče hoditi kot v starih časih.

### Tradicionalne zimske zaledenitve
Züriško jezero (povzeto po poročilu züriškega jezerskega policista) je bilo v naslednjih letih popolnoma zamrznjeno:
- 1223, 1259, 1262
- 1407, 1435, 1491
- 1514, 1517, 1573
- 1600, 1660, 1684, 1695
- 1709, 1716, 1718, 1740, 1755, 1763, 1789
- 1830, 1880, 1891, 1895
- 1929, 1963 [17]

Glede na kroniko, omenjeno v Dobrasu, je Züriško jezero (pa tudi Bodensko jezero) leta 1435 zmrznilo in race so zaradi močnega mraza pobegnile v Zürich.

#### 1963
Nazadnje, ko je jezero zmrznilo v hudi zimi 1962/1963, je zmrzal na ledene površine privabila na stotine tisoč. 22. januarja 1963 je bila plovba po Züriškem jezeru ustavljena. 24. januarja je bilo Züriško jezero popolnoma pokrito z ledom. Ledena površina je bila odprta za dostop 1. februarja 1963 ob 12. uri. Prej je bilo v zgornjem delu že mogoče hoditi. Od 20. do 23. februarja je bil led zaradi padca toplote zaprt in od 24. februarja do 8. marca 1963 spet sproščen. 8./9. februarja 1963 je bila za drsalce odprta očiščena ledena cesta od Züricha do Rapperswila. Ponoči so v ledu nastale velike razpoke. Ledena policija, uniformirani moški na drsalkah, je vse urejala. Leteči trgovci so prodajali obiskovalcem jezera. Debelina ledu je bila med 10,5 in 13,5 cm 1. februarja 1963 in 25 cm 10. februarja 1963. Ladijski promet so lahko nadaljevali konec marca 1963.

## Naselja in prebivalstvo
Skupna površina Züriškega jezera je 88,17 km², od tega v kantonu Zürich 59,79 km², kantonu Schwyz 17,46 km² in kantonu St. Gallen 10,92 km².
Obe obali Züriškega jezera, zlasti na zahodnem območju, sta bili od velikega gradbenega razcveta 20. stoletja skoraj v celoti pozidani s stanovanjskimi in poslovnimi stavbami ter prometno infrastrukturo. Stanovanjsko območje na desnem bregu kantona Zürich je zaradi svoje sončne lege in nadpovprečnega dohodkovnega razreda znano pod vzdevkom Zlata obala, medtem ko zemljišča na levem bregu jezera včasih omalovažujejo z imenom Pfnüselküste .
Hribi Zimmerberg (levi breg) in Pfannenstiel (desni breg) ležijo nad skupnostmi Züriškega jezera. Zlasti Zimmerberg z regijo Hirzel v najjužnejši konici kantona Zürich je razmeroma redko poseljen.
Glede na to, ali se štejejo politične občine ali naselja (lokalne skupnosti), 31 krajev meji na Züriško jezero in Obersee: kantonu Zürich jih pripada 20 (vsa ob Züriškem jezeru), osem jih pripada kantonu Schwyz, od tega trije delno na Oberseeju, Pfäffikonu in Hurdnu. Dve od treh züriških skupnosti v celoti ležita ob Oberseeju, večina občine Rapperswil-Jona pa je del Oberseeja.
Zürich je gospodarsko središče regije Zürichseeregion. Züriško jezero predstavlja 4,1 km² celotne občinske površine 87,78 km². Politična občina Zürich - ki je od leta 1989 skladna z okrožjem Zürich - ima okoli 371.000 prebivalcev; V aglomeraciji, v tako imenovanem milijonskem Zürichu, živi 1,08 milijona ljudi. Metropolitansko območje, ki vključuje velike dele vzhodne in osrednje švicarske planote, ima 1,68 milijona prebivalcev.
Najmanjše sosednje mesto po številu prebivalcev je Hurden pri Pfäffikonu s 271 prebivalci (od leta 2008).
Ocenjuje se, da v naseljih okoli Züriškega jezera živi 1,2 milijona ljudi.
Druge zgodovinsko in kulturno pomembne lokacije so  Rapperswil, Pfäffikon, Wädenswil, Horgen, Thalwil, Stäfa in Meilen.
Arheološke najdbe iz Züriškega jezera, zlasti najdbe preproste in uporabne keramike iz obvodnega naselja, so značilne za kulturo Horgen, neolitsko kulturno dobo, ki je živela med 3500 in 2800 pr. n. št. Zanjo so značilna močvirska naselja in kolišča. Kultura je dobila ime po prvem kraju odkritja, Horgen-Schellerju ob Züriškem jezeru; druga pomembna najdišča so Sipplingen ob Bodenskem jezeru ali Bad Buchau na jezeru Federsee.

## Turizem in promet

### Začetki ladijskega prometa
Začetki ladijskega prometa po Züriškem jezeru najverjetneje segajo v najzgodnejšo dokazljivo poselitev njegovih obal pred približno 6000 leti. Zgodovinsko gotovo je, da so po osvojitvi območja, naseljenega s Keltskimi Helveti okoli 15 pr. pr. n. št., ustanovili rimsko carinsko postojanko pri vicusu Turicum (Zürich). To je zagotovilo trgovino na plovni poti Walensee-Zürichsee med rimskimi provincami Belgijska Galija (Gallia Belgica) ali Gornja Germanija in Retija.
Plovna pot je v zgodnjem srednjem veku dobivala vse večji pomen kot pomembna povezava v mednarodnem tovornem prometu proti prelazom Walen in Bündner. Poleg tranzitnega prometa se je vedno bolj razvijalo tudi romanje v samostan Einsiedeln, jezero pa so lokalni trgovci uporabljali na poti do tržnice v Zürichu in tudi preko reke Limmat v Ren (proso).

### Prevoz blaga danes
Jezero je izgubilo pomembno vlogo prometne osi. Vendar pa se težko razsuto blago še vedno prevaža po vodi. Barke za prevoz, imenovane Ledischiff, lahko naložijo 50 tovornjakov. Vsako leto se prepelje 300.000 ton gramoza, peska in kamenja - v 1970-ih je bilo to več kot trikrat več. Podjetje Kibag ima več pristanišč za nakladanje, vključno z enim v mestu Zürich v Wollishofnu.

### Turizem ob Züriškem jezeru
Tudi Franz Carl Caspar, državljan Rorschacha, ustanovitelj podjetja Parnik za Bodensko jezero in Ren, se je skupaj z Johannom Jakobom Lämmlinom iz Schaffhausna kot tehničnim strokovnjakom zanimal za uvedbo parne plovbe po Züriškem in Walenskem jezeru. 19. marca 1834 sta pionirja ustanovila podjetje Caspar in Lämmlin, podjetnika parnega ladijskega prometa na Züriškem in Walenseejskem jezeru. Naročila sta prvi parnik, Minerva, pri strojnem obratu William Fairbairn v Manchestru, ki je začel obratovati 19. julija 1835.
Iz tega prvega turističnega razvoja območja Züriškega jezera je nastalo današnje Zürichsee-Schiffahrtsgesellschaft (ZSG, od leta 1957), katerega flota s skupno 17 ladjami (od leta 2007) zagotavlja reden, celoletni potniški prevoz na Züriškem jezeru, Obersee in na Limmatu.

### Trajekt
Pet trajektov Zürichsee-Fähre Horgen-Meilen AG od Horgena do Meilena je pomembna povezava za potniški in motorni promet. Leta 2007 so na približno tri kilometre dolgi poti prepeljali 2.247.348 ljudi, 1.277.038 osebnih avtomobilov in 89.034 tovornjakov, običajno vsakih deset minut.
Druge potniške ladje v rednem prevozu čez Züriško jezero vozijo med Richterswilom, Wädenswilom, Stäfa in Männedorfom, naprej med Thalwilom, Erlenbachom in Küsnachtom ter neredno med Rapperswilom in otokom Ufenau.

## Gospodarstvo

### Oskrba s pitno vodo
Jezero je za regijo pomemben vir pitne vode. Devet vodovodov pokriva 40 % potreb po pitni vodi kantona Zürich. Za oskrbo s pitno vodo iz jezera vsak dan odvzamejo okoli 152 milijonov litrov vode. Skozi vse leto odvzem znaša približno 78 milijonov kubičnih metrov ali dva odstotka količine vode v jezeru.

### Vinogradništvo
Jezero in fen jeseni dajeta prednost pridelovalnemu območju na Züriškem jezeru. Vino lahko gojijo okoli jezera, večinoma grozdne sorte renski rizling, zeleni silvanec, räuschling, modri pinot in kompleter.
Stäfa na desnem bregu jezera je s 50 hektarji največja vinorodna skupnost v kantonu Zürich, v Meilenu in Herrlibergu pa je še nekaj vinogradov. Muzej vina Au se nahaja na polotoku Au na levem bregu jezera. V Wädenswilu sta Zvezni raziskovalni inštitut za sadje, vinogradništvo in vrtnarstvo ter Univerza v Wädenswilu, kjer se izobražujejo vinarji, enologi in kletni mojstri.
Pred približno 2000 leti so Rimljani v Zürich čez Alpe pripeljali vino in s tem tudi znanje o tem, kako ga pridelujejo. Po najdbah so Rimljani že obdelovali vinograde na obali Züriškega jezera.

## Galerija
- Pogled z vrha komunikacijskega stolpa na Uetliberg.
- Pogled iz Felsenegga na vzhodni del Züriškega jezera
- Otok Ufenau
- Polotok Au
- Jez med Rapperswilom in Hurdenom, pogled s hriba Bachtel
- Lützelau in Rapperswil, pogled z otoka Ufenau
- Parnika Stadt Rapperswil (na levi) in Stadt Zürich (1914) v pristanišču Rapperswil